# مياه كوليبان
مياه كوليبان هي شركة مياه إقليمية في فيكتوريا، أستراليا، تأسست في 1 يوليو 1992. تدير وتشغل أكثر من 50 خزانًا وأحواض لتخزين المياه عبر شمال وسط فيكتوريا. تشمل منطقة الخدمة 55 مدينة اكبرها مدينة بنديجو وتمتد المنطقة التي تخدمها شركة مياه كوليبان من كوهونا وإتشوكا في الشمال إلى كينتون وترينتهام في الجنوب وتشتمل الحدود الغربية على بورت وويدرنبرن وبيليبا ودنلي مع هيثكوت وتوبوراك إلى الشرق. ويقع المكتب الرئيسي لمياه كوليبان في بنديجو

## التاريخ
عمل ادوارد نوسيلا ايميت على إنشاء امدادات موثوقة لشركة بنديجو وكان المروج الرئيسي  لشركة بنديجو لاعمال المياه مقدمة من مياه كوليبان.
ونظرًا للمشكلات المالية للحكومة الاستعمارية الفيكتورية ونقص أموال الحكومة المحلية، عمل على تمويل إمدادات المياه الجديدة بشكل خاص.
سيطر مجلس بلدية ساندهيرست على مساحة 22 فدانًا من «محمية المياه» على طول بنديجو كريك في جولدن سكوير.
بتمويل من مستثمرين أثرياء في ملبورن، حيث تشكلت الشركة التي تم تأسيسها من خلال البرلمان، وكان جوزيف برادي أول مهندس في المشروع.

## روابط خارجية
- الموقع الرسمي